# Happy Game
A Happy Game egy 2021-ben megjelent horror videojáték, amelyet az Amanita Design fejlesztett és adott ki Nintendo Switch, Microsoft Windows és MacOS platformokra.

## Történet
Egy kisfiú egy éjszaka szörnyű rémálomba merül. A játékos dolga, hogy újra boldoggá tegye a fiút, és kiszabadítsa őt gonosz rémálmaiból, amelyben boldognak tűnő, de gonosz teremtmények kísértik őt.

## Zene
A Happy Game zenéje mindössze 15 dalból áll, amely összesen 42 perc, és a DVA szerezte őket. A játék teljes zenei albuma letölthető online, amely mellé egy hivatalos, Happy Game Art Book című könyv is jár és amelyet kizárólag csak digitális, PDF formátumban értékesítenek.

## Demo-verzió
A játékból egy ingyenesen kipróbálható verzió, egy demo is készült, amely az eredeti játékmenet hosszával ellentétben csak 15 perc körül van, míg a teljes verzió végigjátszása legalább egy órát vesz igénybe.